# Santiago Kovadloff
Santiago Kovadloff (Buenos Aires, 14 de diciembre de 1942) es un filósofo argentino, ensayista, poeta, traductor de literatura de lengua portuguesa y autor de relatos para niños.

## Biografía
Nació en el seno de una familia judía .Se graduó en Filosofía por la Universidad de Buenos Aires.
Algunas de sus obras fueron traducidas al distintos idiomas.
Desde 1998 es miembro de número de la Academia Argentina de Letras, donde es vicepresidente desde 2025. Es miembro de la Academia Nacional de Ciencias Morales y Políticas.
Colaboró desde sus inicios en la revista Humor Registrado y es colaborador permanente del diario La Nación. Además, integra un trío de música y poesía con Marcelo Moguilevsky y César Lerner.
Supo integrar junto a Marcos Aguinis, Luis Gregorich y Juan José Sebreli, entre otros, el Grupo Malba, base de la candidatura presidencial de Ricardo López Murphy en 2003.

## Traducciones
Es suya la primera versión completa al castellano del Libro del desasosiego (2000), de Fernando Pessoa. Asimismo, es autor de la traducción de Ficciones del Interludio (2004), del citado autor. En los años ochenta tradujo al portugués a numerosos poetas argentinos.

## Distinciones
- Faja de Honor en Poesía y Ensayo por la Sociedad Argentina de Escritores. (1986 y 1987).[4]
- Pluma de Honor por la Academia Nacional de Periodismo. (2010).[5]
- Ciudadano Ilustre de la Ciudad de Buenos Aires (2019).[6]
- Premio Internacional de Ensayo Pedro Henríquez Ureña (2020),[7] otorgado por la Academia Mexicana de la Lengua
- Gran Premio de Honor de la Fundación Argentina para la Poesía (2022)
- Doctorado Honoris Causa de la Universidad Nacional de Cuyo (2024).
- Distinción «Paul Groussac» otorgada por la Alianza Francesa de Tucumán y la Fundación Cartier

## Obras
| - El silencio primordial (1993) - Lo irremediable (1996) - Sentido y riesgo de la vida cotidiana (1998) - La nueva ignorancia (2001) - Ensayos de intimidad (2002) - Una biografía de la lluvia (2004) - Los apremios del día (2007) - El enigma del sufrimiento (2008) - El miedo a la política (2010) - La extinción de la diáspora judía (2013) - Las Huellas del Rencor (2015) - Locos de Dios (2018) - ¡República urgente! Alegato por una democracia auténtica (junto con Héctor M. Guyot)(2021) - La aventura de pensar (2022) - La aventura de pensar (2022) - Temas de siempre (2023) - La suma de los días. Fragmentos de una vida (2025) - República de evidencia (1993) - El tobillo abandonado (1994) - Agustina y cada cosa (2001) - La vida es siempre más o menos (2005) - Natalia y los queluces (2005) | - Zonas e indagaciones (1978) - Canto abierto (1979) - Ciertos hechos (1985) - Ben David (1988) - El fondo de los días (1992) - Hombre en la tarde (1997) - Ruinas de lo diáfano (2009) - Líneas de una mano (2012) - Hecho de cosas pequeñas (2015) - Hombre Reunido (2016) - ¿Quién sos? (2019) - Los últimos cielos (2023) - El libro de dos hermanos. Un encuentro en el arte (2024) |